# Riba na torti
Riba na torti je kulinarska televizijska emisija na Novoj TV. Emisija je slična RTL-ovoj emisiji Večera za 5, no u njoj kulinarske vještine pokazuje petero natjecatelja iz hrvatskoga javnog života tjedno. Svaki natjecatelj jedan dan ugošćuje ostale u svojem domu, uz pravo poziva svojega pomoćnika. Da bi njihov zadatak bio teži svaki tjedan ima zadatke koji otežavaju snalaženje u kuhinji (tematski tjedni, zamjena jelovnika s drugim natjecateljem i ostali). Voditelj emisije je hrvatski kuhar Ivan Pažanin.
Emisija je krenula s prikazivanjem 13. studenoga 2023.

## Pregled tjedana
██ Pobjednik tjedna
Ako dva ili više kandidata imaju 20 bodova, sami odlučuju pobjednkika.
Od sedme epizode zbog bolesti Erike Kraljević, Anđela Ćaćić ju zamjenjuje u daljnjem natjecanju toga tjedna.
| Tjedan | Ep.       | Kandidati / Bodovi   | Kandidati / Bodovi | Kandidati / Bodovi  | Kandidati / Bodovi | Kandidati / Bodovi         | Kandidati / Bodovi | Kandidati / Bodovi    | Kandidati / Bodovi | Kandidati / Bodovi    | Kandidati / Bodovi |
| Tjedan | Ep.       | Pon                  | Pon                | Uto                 | Uto                | Sri                        | Sri                | Čet                   | Čet                | Pet                   | Pet                |
| ------ | --------- | -------------------- | ------------------ | ------------------- | ------------------ | -------------------------- | ------------------ | --------------------- | ------------------ | --------------------- | ------------------ |
| 1.     | 1. – 5.   | Miroslav Škoro       | 19                 | Nika Rakić          | 18                 | Stephan Lupino             | 20                 | Jasna Odorčić         | 19                 | Ines Piknjač – Dienne | 19                 |
| 2.     | 6. – 10.  | Elio Pisak           | 17                 | Leo Cvetković       | 16                 | Nikolina Ivošević – Nikita | 13                 | Anđela Ćaćić          | 16                 | Phillip Danko Kleva   | 20                 |
| 3.     | 11. – 15. | Lara Santini         | 17                 | Lara Demarin        | 19                 | David Temelkov             | 20                 | Zvonimir Kožić        | 16                 | Marie Wasler          | 20                 |
| 4.     | 16. – 20. | Nataša Bebić         | 16                 | Biljana Mančić      | 20                 | Boris Rogoznica            | 18                 | Josip Ledina          | 17                 | Marina Ivić Pivalica  | 19                 |
| 5.     | 21. – 25. | Borna Kotromanić     | 20                 | Robert Mareković    | 19                 | Mia Rkman                  | 20                 | Marina Kostelac       | 20                 | Darko Kontin          | 20                 |
| 6.     | 26. – 30. | Neven Aljinović Tot  | 18                 | Goran Špaleta       | 19                 | Alena Nezirević – Anezi    | 20                 | Ivan Uzelac           | 20                 | Meri Goldašić         | 20                 |
| 7.     | 31. – 35. | Vjekoslava Bach      | 13                 | Kristijan Ugrina    | 18                 | Alex Ognjena               | 19                 | Igor Djuga            | 18                 | Zvončica Vucković     | 20                 |
| 8.     | 36. – 40. | Davor Dretar – Drele | 19                 | Tihana Nemčić Bojić | 20                 | Veno Parašilovac           | 17                 | Renata Končić – Minea | 20                 | Mario Roth            | 20                 |

## Vanjske poveznice
- Službena stranica na Novoj TV
- Popis autora i suradnika emisije 'Riba na torti' Arhivirana inačica izvorne stranice od 20. studenoga 2023. (Wayback Machine)
- Službena stranica na Facebooku
- Službena stranica Službena stranica na Instagramu